# Вим Хоф
Вим Хоф (на нидерландски: Wim Hof) е нидерландски атлет с прозвището „Леденият човек“, който има способността, благодарение на трениран ум и дихателни техники, да издържа на много ниски температури. Носител е на 20 световни рекорда. Работи с учени от цял свят, за да популяризира своите способности.
През 2007 г. Хоф достига до 6700 m височина на връх Еверест, облечен само с шорти и обувки, но не покорява върха поради проблеми с ходилото.
През 2008 г. стои в ледена вода в продължение на 1 час, 13 минути и 48 секунди. Подобрява този рекорд няколко пъти, през 2011 г. остава потопен в лед за 1 час 52 минути 42 секунди. През 2009 г. изкачва връх Килиманджаро отново само по шорти, за два дни.
Той е роден в семейство с 9 деца, а самият той е баща на 5.

## Методът на Вим Хоф
Методът на Вим Хоф включва упражнения за дълбоко дишане, медитация и постепенно излагане на студ. Резултатите от проучванията сочат, че методът би могъл да окаже ефект върху сърдечносъдовата система, автономната нервна система, повишаване на енергийните нива и т.н.